# Abbaye Saint-Pierre au Mont-Blandain
 (1er mars 2016).
Améliorez-le ou discutez des points à vérifier. 
Le fondateur de l'abbaye Saint-Pierre au Mont-Blandain est Amand de Maastricht. Le monastère, fondé en 651, est affilié à la Congrégation des Exempts dès la création de l'ordre en 1569. Il fut reconstruit plusieurs fois et l'on retrouve des vestiges de ces campagnes successives. Le monastère cesse définitivement son activité le 1er novembre 1796 avec l'expulsion des religieux. 

## Historique
L'abbaye Saint-Pierre au Mont-Blandain est fondée par saint Amand en 651. Son abbé est le même que celui de l'abbaye Saint-Bavon dès l'origine de ces deux monastères. L'abbaye Saint-Pierre au Mont-Blandain s'est affiliée à la Congrégation des Exempts dès le début de cet ordre. Au XVIIIe siècle, l'abbaye connaît un luxe et un faste inouïs. Les derniers religieux, au nombre de trente-deux, sont chassés le 1er novembre 1796. L'État rachète les bâtiments en 1811, pour y installer une caserne. Une partie de l'abbaye est démolie pour aménager la plaine Saint-Pierre.

## Aspects architecturaux
L'abbaye Saint-Pierre au Mont-Blandain est reconstruite plusieurs fois et on retrouve des vestiges de ces campagnes successives. L'église abbatiale est remarquable. Elle est dessinée sur plan par le jésuite Pierre Huyssens qui en commence les travaux, lesquels sont poursuivis par le Gantois Henri Mathys (1719-1752). Ces travaux sont achevés par N. Franquart. Une partie des bâtiments de l'abbaye est de Laurent-Benoît Dewez (1770).  
Dans le détail, l'abbaye comporte :
- une tour au chevet (1629) ;
- une façade (1719) portant les armes de l'abbé ;
- une coupole (1729) ;
- une abbatiale comprenant une triple nef et un chœur allongé (XVIIe siècle) avec déambulatoire ;
- des parties plus anciennes datées 975-1070 et 1225 ;
- un cloître de style gothique (1592-1634) avec des parties baroques ;
- deux chapelles en saillie dans le préau, la plus profonde étant celle des moines ;
- un dortoir construit de 1616 à 1635 ;
- un réfectoire, au sud du préau, dû à l'abbé Schayck (1615-1631)

Pour ce qui concerne la décoration et le mobilier de l'abbaye, on y dénombre des sculptures, des tableaux de maître et une grille en fer forgé remarquable (1745).

## Abbés
Les abbés se succèdent depuis 1595. Leur épitaphes étaient disposées au niveau du cloître jusqu'à la Révolution française.

## Pour compléter